# バミューダ諸島沿岸警備隊船艇一覧
バミューダ諸島沿岸警備隊船艇一覧（バミューダしょとうえんがんけいびたいせんていいちらん）は、英領バミューダ諸島沿岸警備隊が過去保有した、または現在保有する、または将来保有する予定の、未完成・計画中止を含めた歴代船艇一覧である。

## 船艇一覧

### 警備救難業務用船艇
巡視艇
- ●●（The Heron） - 1隻

- ●●（Blue Heron） - 1隻 ※ Sport Cruiser

- 『Boston Whaler』型 - 3隻

Heron-I 、II 、III 、IV 
- 『16メートル』型 - 1隻

救難艇
- 『Arctic』型 - 2隻 ※ Rigid Inflatable Boat

Rescue-I 、II 

### その他
曳船
- Powerful級 - 2隻

●●（Powerful）、●●（Faithful）
港内曳船
- 旧・米『3006』型 - 1隻

●●（Edward M. Stowe） ※ 旧・『LT-2090』